# 포화지층

언덕의 불포화대(Vadose Zone), 지하수위(Water Table), 포화지층(Saturated Zone)을 보여주는 단면도.

포화지층 혹은 포화층(영어: Phreatic Zone 또는 Zone of Saturation)은 지하수위 아래 모든 틈 사이가 물로 포화된 대수층의 일부이다. 지하수위 위 지층은 불포화대이라 부른다.
포화지층의 크기, 색, 깊이는 계절과 습도 변화에 의해 변할 수 있다. 토양 입자, 밀도, 투과성에 따라 포화지층의 경계는 안정적이거나 불안정적일 수 있으며 비스커스 핑거 패턴이 나타난다. 

## 같이 보기
- 불포화대(영어판)
- 침투